# La Paz (Canelones)
La Paz es una ciudad uruguaya, del departamento de Canelones. Es además sede del municipio homónimo.

## Geografía
La ciudad se ubica al sur del departamento de Canelones, sobre el arroyo Las Piedras, límite con el departamento de Montevideo. La Paz forma parte del Área Metropolitana de Montevideo.

## Historia
Fue fundada el 23 de julio de 1872 por Ramón Álvarez. Prosperó como una villa de recreo para las clases pudientes de Montevideo, que construyeron residencias solariegas en la zona, cuando aún no existía la costumbre de veranear en lugares costeros. Con el tiempo fue eclipsada como lugar de descanso por otros barrios y comenzó a tomar preponderancia la explotación de las canteras de granito. Con el advenimiento de esta industria, la ciudad creció rápidamente recibiendo inmigrantes europeos, los llamados "picapedreros". Se vivió un auge de la industria de las canteras en las primeras décadas del siglo XX, cuando se proveía de granito a los pavimentos de adoquines en expansión de las ciudades de Montevideo y Buenos Aires.
El proceso de industrialización de esos años trajo a La Paz los frigoríficos de carne para el abasto de Montevideo y la exportación, así como fábricas textiles. Fue elevada a la categoría de Ciudad en fecha 19 de diciembre de 1957 por la Ley n.º 12.477.

## Cultura y educación
En la ciudad están presentes distintos centros educativos públicos y privados. En el centro de la ciudad comparten edificio la Escuela n.º 107 José Belloni (turno matutino, antigua Escuela Pública de Varones) y la n.º 233 (turno vespertino, ex-Escuela n.º 108), que fue creada el 10 de septiembre de 1985. 
En materia de enseñanza secundaria, están presentes los liceos, n.º 1, fundado como liceo popular en 1964, y el Liceo n.º 2, ubicado en el barrio Viale. Funciona además una Escuela Técnica. 
A pesar de su tamaño y su cercanía a la capital del país, La Paz destaca por tener una intensa actividad cultural. En los primeros años de la década de 1980, y en varias ediciones, se realizó en el Centro Social La Paz el "Festival de Canto Popular de La Paz", en la resistencia cultural a la dictadura.

## Población
Según el censo de 2023 la ciudad cuenta con una población de 19 132 habitantes.
| 2 505         | 13 226 | 14 653 | 16 209 | 19 547 | 19 832 | 20 526 | 19 132 |
| (Fuente: INE) |        |        |        |        |        |        |        |

## Servicios

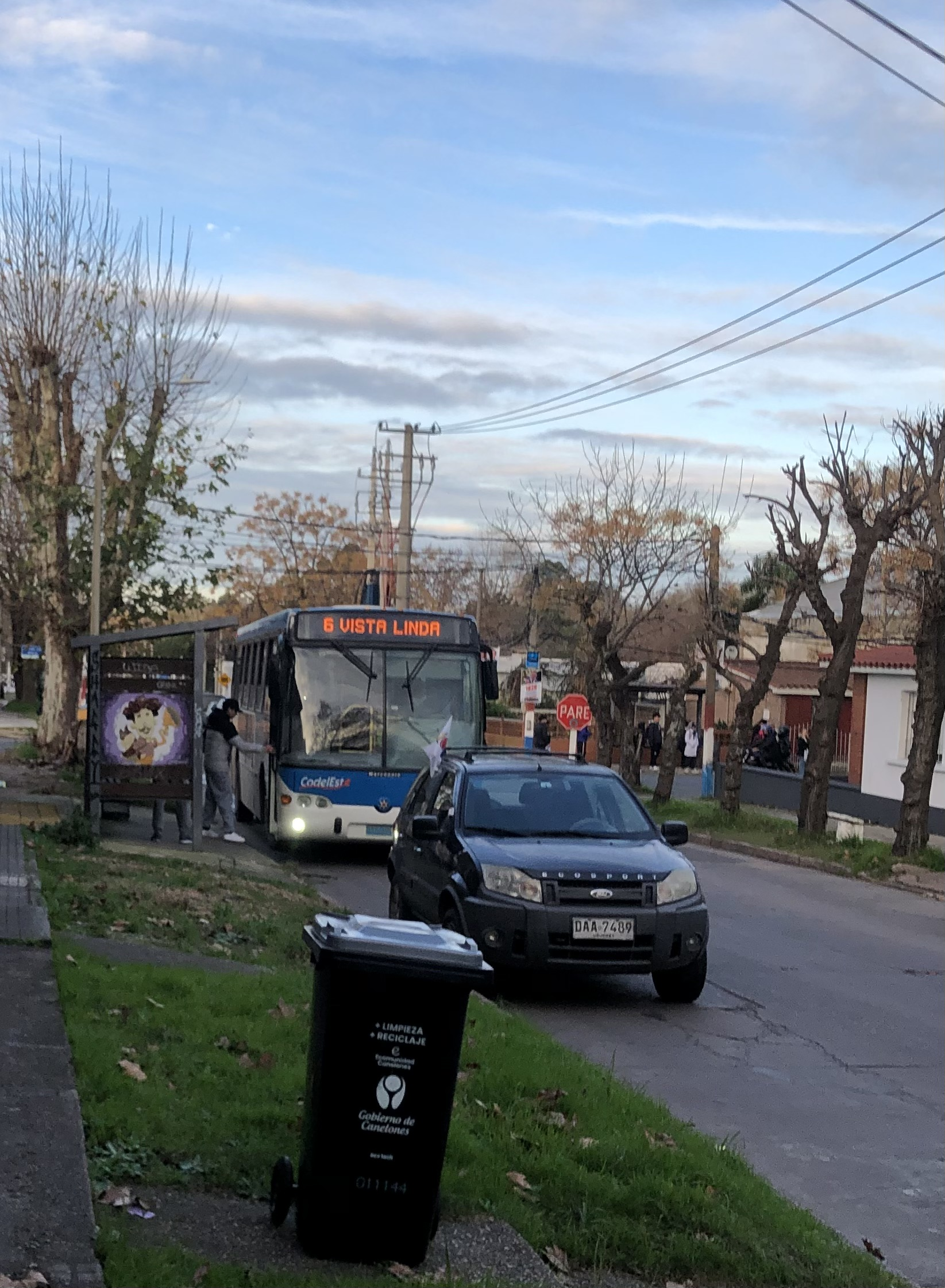
Línea 6 de CodelEste en la calle Javier de Viana.

En la ciudad sirven y funcionan diversas líneas de ómnibus que conectan dicha ciudad con Montevideo y las ciudades de Las Piedras y Progreso. Hasta el año 2019 funcionó una línea de ferrocarriles metropolitanos, la cual operaba en la hoy estación "La Paz" de ferrocarriles, llamada hasta el año 1924 como estación "Independencia".
En la ciudad funciona el único cementerio judío de Uruguay, el Cementerio Israelita de La Paz. Funciona también un cementerio público gestionado por el municipio.

## Ciudadanos paceños destacados
- Javier de Viana: periodista y escritor de temas gauchescos, vivió allí los últimos años de su vida, antes de fallecer en 1926.
- José Belloni: escultor. autor de las más importantes obras escultóricas de Montevideo, tales como La Carreta, La Diligencia, Los Peregrinos, El Entrevero. Vivió en La Paz durante su infancia y asistió allí a la entonces escuela pública de varones, hoy Escuela n.º 107, que lleva su nombre.
- César Mayo Gutiérrez: político, legislador, administrador de entes estatales, vicepresidente de la República, poeta, integrante del Club Garibaldi.
- Raymundo Marotti, destacado músico y compositor. Primer violinista de la Orquesta del SODRE. Vecino de La Paz, donde además tenía una fábrica de cuerdas de guitarra.
- Enrique Erro: político, senador de la República, uno de los fundadores del Frente Amplio en 1971.
- Adhemar Rubbo: actor y director.
- Víctor Rossi: político frenteamplista titular del Ministerio de Transporte y Obras Públicas en el período 2005-2010.
- Tabaré Arapí: compositor y cantante.
- Eduardo Fernández, guitarrista clásico de proyección internacional, alumno de Abel Carlevaro y Héctor Tosar.
- Juan Castillo: sindicalista portuario.
- Los TNT (trío) : trío de rock and roll popular en los años 1950 y 1960.
- Carlos Roberto López Lemos: cineasta Uruguayo, pionero en realizar un documental basado en la historia de la ciudad de La Paz reflejando la era picapedrera: "La Paz Historia Viva".
- Rubén Sarralde : es considerado como uno de los pintores canarios más destacados y su obra forma parte de importantes colecciones privadas y oficiales, tanto en Uruguay como en el exterior.
- Roberto Zanolli: cantante de tangos en la época del 1964 a 2007, gravó un Long Play junto a Luis Di Mateo y un CD acompañado de Edisón Bordón (band.) y Julio Cobelli (Guitarra), militante de FA y secretario de un diputado paceño, fue además subdirector del Dto de Comunicaciones del Ministerio del Interior entre los años 2005 y 2011
- Tabaré Gómez Laborde: historietista de amplia trayectoria y reconocimiento en el medio gráfico rioplatense,conocido internacionalmente por su tira Diógenes y el Linyera

## Monumentos
De los monumentos más relevantes de la ciudad, son el monumento a Cesar Mayo Gutiérrez, en la Plaza Larrañaga y el monumento al  "Picapedrero" dedicado a los trabajadores que trabajaban en las canteras, desde donde extraían los minerales de la misma, las cuales sirvieron para la construcción  de hospitales, escuelas, así como también la pavimentación en Montevideo y Buenos Aires. 

## Galería
|  |  |